# Frankie Avalon
Francis Thomas Avallone (Filadelfia, Pensilvania, 18 de septiembre de 1939), más conocido como Frankie Avalon, es un actor y cantante estadounidense. Se convirtió en un ídolo de las adolescentes de la época.

## Biografía
Cuando tenía 9 años, despertó todo su interés por el mundo artístico musical. Empezó como trompetista, y poco a poco su sueño llegó a ser el convertirse en alguien de la talla de Louis Armstrong o Harry James. Tomó clases con un músico de la orquesta sinfónica de Filadelfia; y pronto su habilidad lo lleva a los shows de Pery y a presentaciones con Jackie Gleason, Ray Anthony y Paul Whitman.
Pronto surgió un contrato para grabar, pero en aquellos tiempo se exigían más vocalistas que trompetistas, así que su debut fue cantando "Dee dee Dinah", sin embargo el reconocimiento público de sus interpretaciones llegó con las canciones "Venus", número uno en Billboard el año 1959 o "Why", otro número uno ese mismo año, además de interpretaciones como "Ponchinello" ("Payasito").
Una vez alcanzada su popularidad, Frankie Avalon comenzó una nueva etapa en su carrera: el cine. Debutó con Guns of the Timberland, junto a Alan Ladd y Jeanne Crain, pero su verdadera oportunidad llegó cuando John Wayne le ofreció un papel en la película El Álamo, donde interpretó "Here's to the Ladies" y actuó como el joven acompañante de David Crockett (John Wayne). A dicha película siguieron otras como Voyage to the Bottom of the Sea, y Sail a Crooked Ship, con Robert Wagner, Dolores Hart y Carolyn Jones. Y dirigido por William Asher, protagonizó junto con Annette Funicello una serie de películas de playa: Muscle Beach Party de 1964, Bikini Beach de 1964 y Beach Blanket Bingo de 1965. Actuó como presentación especial en la película ambientada en la década de los 50: Grease (1978), donde aparece como un ángel y canta la melodía "Beauty School Dropout" referente a un salón de belleza.
Frankie Avalon fue considerado un "pretty face" ("cara bonita"), junto a Paul Anka, Bobby Rydell, Johnny Tillotson o Jimmy Clanton entre otros.
Su nombre es mencionado en las canciones "Old School Hollywood" de System Of A Down y "Teenage Icon" de The Vaccines.

## Vida personal
Avalon se casó con Kathryn "Kay" Diebel el 19 de enero de 1963. Ella era la ganadora de un concurso de belleza y la conoció mientras jugaba a las cartas en la casa de un amigo. Le dijo a esa amiga que ella era la chica con la que se casaría. Su agente le advirtió que el matrimonio arruinaría su mística de ídolo adolescente, pero fue en vano.
Los Avalon tienen ocho hijos, Frankie Jr., Tony, Dina, Laura, Joseph, Nicolas, Kathryn y Carla, y 10 nietos. Frankie Jr. es un ex-actor que apareció en el original The Karate Kid.

## Canciones
- "Cupids"
- "Venus" Número uno en 1959 Billboard
- "Why?" Número uno en 1959 Billboard
- "Dede Dinah"
- "You Excite Me"
- "Ginger Bread"
- "What Little Girl"
- "I'll Wait You"
- "Bobby Sox to Stockings"
- "A Boy Without a Girl"
- "Two Fools"
- "Just Ask Your Heart"
- "Ponchinello"
- "Beauty School Dropout"
- "Swinging On A Rainbow"
- "Don't Throw Away All Those Teardrops"
- "Where Are You"
- "Tuxedo Junction"
- "Don't Let Love Pass Me By"
- "Togetherness"
- "The Puppet Song"
- "A Perfect Love"
- "All of Everything"
- "Who Else But You"
- "True, True Love"
- "You Are Mine"